# Sicya sirra
Sicya sirra là một loài bướm đêm trong họ Geometridae.